# Destructhor
Thor Anders "Destructhor" Myhren é um guitarrista norueguês de Metal extremo. Já tocou nas bandas Zyklon, 1349 e Morbid Angel. Atualmente segue como vocalista e guitarrista da banda Myrkskog.

## Discografia

### Myrkskog
- Deathmachine (2000, Candlelight Records)
- Superior Massacre (2002, Candlelight Records)

### Zyklon
- World ov Worms (2001, Candlelight Records)
- Aeon (2003, Candlelight Records)
- Disintegrate (2006, Candlelight Records)
- Storm Detonation Live  (2006, DVD, Candlelight Records)

### Morbid Angel
- Illud Divinum Insanus (2011, Season of Mist)